# Санта-Барбара-де-Падройнш
Санта-Барбара-де-Падройнш (порт.  Santa Bárbara de Padrões) — фрегезия (район) в муниципалитете Каштру-Верде округа Бежа в Португалии. Территория – 66,33 км². Население – 1271 жителей. Плотность населения – 19,2 чел/км².